# Luca Maggiore
Luca Maggiore (Legnano, 16 aprile 1974) è un cantautore e attore teatrale italiano.

## Biografia
Luca Maggiore, nato a Legnano, all'età di 13 anni inizia a studiare pianoforte classico con i maestri Mauro Bianchi e Fabio Gallazzi, proseguendo con studi di canto e pianoforte jazz e soul presso il CPM - Centro Professione Musica di Milano.
Inoltre, segue i corsi presso il Conservatorio di Musica "Giuseppe Verdi" di Milano fino al conseguimento del diploma di quinto anno.
Inizia anche corsi di recitazione con Wayne Fox, Pasquale Panella (scrittore, paroliere ed attore, responsabile dell'adattamento nella versione italiana dell'originale versione francese del musical "Notre-Dame de Paris") e Paola Neri (responsabile casting di "Musiza", la società di spettacoli David Zard).
Nel 1991 comincia la sua attività artistica suonando in pianobar e in villaggi turistici come musicista e animatore, attività che porterà avanti per qualche anno fino ad arrivare al 1998, quando verrà notato e reclutato come cantante solista da Pippo Baudo per la sua trasmissione TV "La canzone del secolo" su Canale 5.
Nel 1997, come cantautore, partecipa al VII Festival di San Marino, arrivando nella selezione finale.
Dal 1998 comincia collaborazioni musicali con Mango, Biagio Antonacci, Marco Masini e Fabio Concato.
Nel 1999 fa parte, come corista, dell'orchestra di Beppe Vessicchio nella trasmissione TV "XXXV Un disco per l'estate" su Canale 5, condotto da Paolo Bonolis e Riccardo Cocciante, rimanendo in quel campo anche come corista nell'orchestra di Pippo Caruso, in altre trasmissioni TV sia sui canali RAI che sui canali Mediaset.
Nel 2000 alla IV Accademia della Canzone di Sanremo ed al VI Festival "Città di Avezzano", classificandosi terzo.
Mentre nel 2002 si classifica primo per la critica e per la qualità al XIII Premio "Città di Recanati", premiato dalla giuria degli studenti dell'UNICAM - Università degli Studi di Camerino, con il brano "Mia sorella vita".
Nel giugno 2015, Luca Maggiore, viene ricontattato da Arnaldo Delehaye, per entrare a far parte del cast del film Bruciate Napoli, presentato al P.A.N. – Palazzo delle Arti di Napoli il 30 settembre 2015, girato a dicembre 2015 e presentato in sala il 15 febbraio 2016, film sulla storia di una famiglia napoletana durante le Quattro giornate di Napoli. Luca Maggiore ha il ruolo di un agente dell'O.S.S. statunitense di nome Fred Mayer.

### Musica
Nell'aprile 2001 firma un contratto discografico con l'etichetta italiana Zomba Records Italia di Milano (filiale dell'etichetta britannica Zomba/Jive Records), pubblicando, nel giugno 2001 il suo primo singolo: "La terapia", ed in seguito il suo primo EP: "La terapia – Maxi", con 3 brani.
Nell'agosto 2002, sempre con Zomba Records Italia (che abbandona alla fine del 2002), pubblica un EP con 2 brani: "Mia sorella vita" e "D'aria".
Nel 2002-2003 prende parte come corista e accompagnatore a diversi concerti live.
Nel 2003 è cantante solista nel "Concerto di Natale" con il Coro Multietnico "Mikrokosmos" di Bologna, diretta da Fabio Gallazzi.
Nel 2004 entra a far parte, come cantante e pianista, del Gruppo Musicale "De Clo" di Acqui Terme.
Nel 2006, con Idea Musica Produzioni Musicali di Milano, pubblica un EP: "Un po' di me", con 4 brani.
Nel 2011, come cantante e pianista dei "De Clo", con Videoradio - Edizioni Musicali e Discografiche di Alessandria, pubblica il loro LP d'esordio: "Migrazione alternativa".
Nel settembre 2012, con Media Entertainment di Milano, pubblica il suo primo LP: "La carne del pianeta", con 12 brani.
Nel 2012-2013 è artista interporto su Navi da Crociera con lo spettacolo-concerto a due voci "d'InCanto".

### Musical
Prosegue la sua attività di musicista e di cantautore, fino a quando, dopo un provino con Paola Neri, viene scelto nel ruolo principale di Quasimodo (sostituendo Giò Di Tonno) per il musical "Notre-Dame de Paris", di Riccardo Cocciante (musica) e Luc Plamondon (libretto), prodotto da David Zard, tratta dall'omonimo romanzo di Victor Hugo, debuttando a Roma il 9 dicembre 2004 fino al 2005 la prima volta e poi dal 2007 fino al settembre 2009 la seconda volta.
Dal marzo 2006 interpreta il ruolo principale di Dracula (sostituendo Vittorio Matteucci) in "Dracula Opera Rock", della PFM - Premiata Forneria Marconi (musiche) e Vincenzo Incenzo (libretto), prodotta da David Zard.
Nel 2007-2008 interpreta Frate Lorenzo (alternandosi con Fabrizio Voghera) nell'opera popolare "Giulietta e Romeo" di Riccardo Cocciante (musica) e Pasquale Panella (libretto), tratto dal dramma "Romeo e Giulietta" di William Shakespeare.
Nel 2013-2015 interpreta Padre Capuleti (alternandosi saltuariamente, come cover, a Vittorio Matteucci) e nel 2015-2016 (sostituendo Vittorio Matteucci) nell'opera musicale "Romeo e Giulietta - Ama e cambia il mondo" di Gérard Presgurvic (musica e libretto), tratto dal dramma "Romeo e Giulietta" di William Shakespeare, prodotto da David Zard.
Nel 2015 interpreta sia Antagonista nella commedia musicale "Solo chi sogna" di Mario Restagno, prodotta dall'Accademia dello Spettacolo di Torino, sia Nerone in "San Pietro MusicOpera Universale", di Tony Labriola, Stefano Govoni e Salvatore F. Giuliano (musica) e Adriano Bonfanti, Tony Labriola e Stefano Govoni (libretto), prodotto da "SDT Music Entertainment" di Ferrara e "One Art" di Vicenza, sia Nerone in "Il primo Papa - La libertà di essere uomo", di Tony Labriola, Stefano Govoni, sia il Papà in "Cercasi Viola Violetta – il Musical" di Tony Labriola, Stefano Govoni, V. e A. Mastrofrancesco (musica) e Simone Sibillano, Stefano Govoni e Tony Labriola (libretto), prodotto da "SDT Music Entertainment" di Ferrara.

## Teatro
- Notre-Dame de Paris, regia di Gilles Maheu (2004-2005 e 2007-2009)
- Dracula Opera Rock, regia di Alfredo Arias (2006)
- Giulietta e Romeo, regia di Sergio Carrubba (2007-2008)
- Romeo e Giulietta - Ama e cambia il mondo, regia di Giuliano Peparini (2013-2015 e 2015-2016)
- Solo chi sogna, regia di Mario Restagno (2015)
- San Pietro MusicOpera Universale, regia di Marco Simeoli (2015)
- Il primo Papa - La libertà di essere uomo, regia di Simone Sibillano (2015)
- Cercasi Viola Violetta – il Musical, regia di Marco Simeoli (2015)

## Filmografia
- Bruciate Napoli, regia di Arnaldo Delehaye (2016)

## Televisione
- La canzone del secolo, programma televisivo, regia di Pier Francesco Pingitore, su Canale 5 (2008)
- XXXV Un disco per l'estate, programma televisivo, su Canale 5 (2008)

## Discografia
- 2001 – La terapia ("Singolo"), Zomba Records Italia (Milano):
  - Testi e musiche di Luca Maggiore.

1. La terapia

- 2001 – La terapia - Maxi ("EP"), Zomba Records Italia (Milano)[17]:
  - Testi e musiche di Luca Maggiore.

1. La terapia
2. No
3. La terapia (strumentale)

- 2002 – Mia sorella vita / D'aria ("EP"), Zomba Records Italia (Milano)[18]:
  - Testi e musiche di Luca Maggiore.

1. Mia sorella vita – 3:48
2. D'aria – 3:31

- 2002 – Premio Città di Recanati (Nuove Tendenze della Canzone Popolare e d'autore XIII Edizione) ("LP"), Amiata Records (Roma) (compilation)[19]:
  - Testi e musiche di Luca Maggiore.

1. Mia sorella vita – 3:49

- 2006 – Un po' di me ("EP"), Idea Musica Produzioni Musicali (Milano)[20]:
  - Testi e musiche di Luca Maggiore.

1. Un po' di me – 3:31
2. Joe e la cicciona – 4:04
3. L'attaccapanni – 3:27
4. Non è vero niente – 4:02

- 2006 – Finalmente vacanza ("EP"), Silvius (Milano) (compilation, in coppia con Antonio Scala)[21]:

1. Finalmente è vacanza – 2:41
2. Quel che vorrai – 3:39

1. Lo spazzolino – 2:35

- 2011 – Migrazione alternativa ("LP"), Videoradio - Edizioni Musicali e Discografiche (Alessandria) (con i De Clo)[22]:
  - Testi e musiche di Luca Maggiore.

1. Santo tempo perso – 3:38
2. Egoista – 3:29
3. Eco dei miei guai – 4:07
4. Ma quale amore sei? – 3:00
5. Greta – 4:02
6. Perso di lei – 4:03

1. A modo mio – 2:56
2. L'odore di noi – 3:08
3. Come ti vorrei – 2:57
4. Le nuvole – 3:43
5. Dopo la pioggia – 3:58
6. Nuda – 3:05
7. Donchisciotte – 3:37
8. La luna – 3:58
9. Parlo di me – 2:58
10. Tempo del mio tormento – 2:55
11. Sarà – 4:03
12. Portami con te – 3:01

- 2012 – San Valentino - Le più belle canzoni d'amore ("LP"), Covermania (Milano) (compilation)[24]:

1. Cinque Giorni – 4:13

- 2012 – Il venditore di sogni ("LP"), Riverrecords (Milano) (compilation)[25]:

1. Un po' di me – 3:27

- 2013 – Sanremo Story 2013 e le più belle di sempre ("LP"), Covermania (Milano) (compilation)[26]:

1. Cinque Giorni – 4:13
2. Brutta – 4:07

- 2014 – I Can Sing: Italian Hits, Vol. 1 (Cover Version & Instrumental Version for Karaoke) ("LP"), Antonio Summa (Milano) (compilation)[27]:

1. Cinque Giorni – 4:13
2. Brutta – 4:07
3. Cinque giorni (karaoke version) – 4:13
4. Brutta (karaoke version) – 4:04

- 2016 – Padre Nostro ("LP"), Silvius (Milano) (compilation)[28]:

1. Puoi salvarti ancora fermati – 2:37

## Riconoscimenti
- 3º Premio alla VI Edizione, Festival "Città di Avezzano", Avezzano (2000)
- 1º Premio alla XIII Edizione, Premio "Città di Recanati", Recanati (2002)